# منشأة هديب
قرية منشأة هديب هي إحدى القرى التابعة لمركز ناصر في محافظة بني سويف في جمهورية مصر العربية. حسب إحصاءات سنة 2006، بلغ إجمالي السكان في منشأة هديب 1955 نسمة، منهم 1025 رجل و930 امرأة.